# USTAビリー・ジーン・キング・ナショナル・テニス・センター

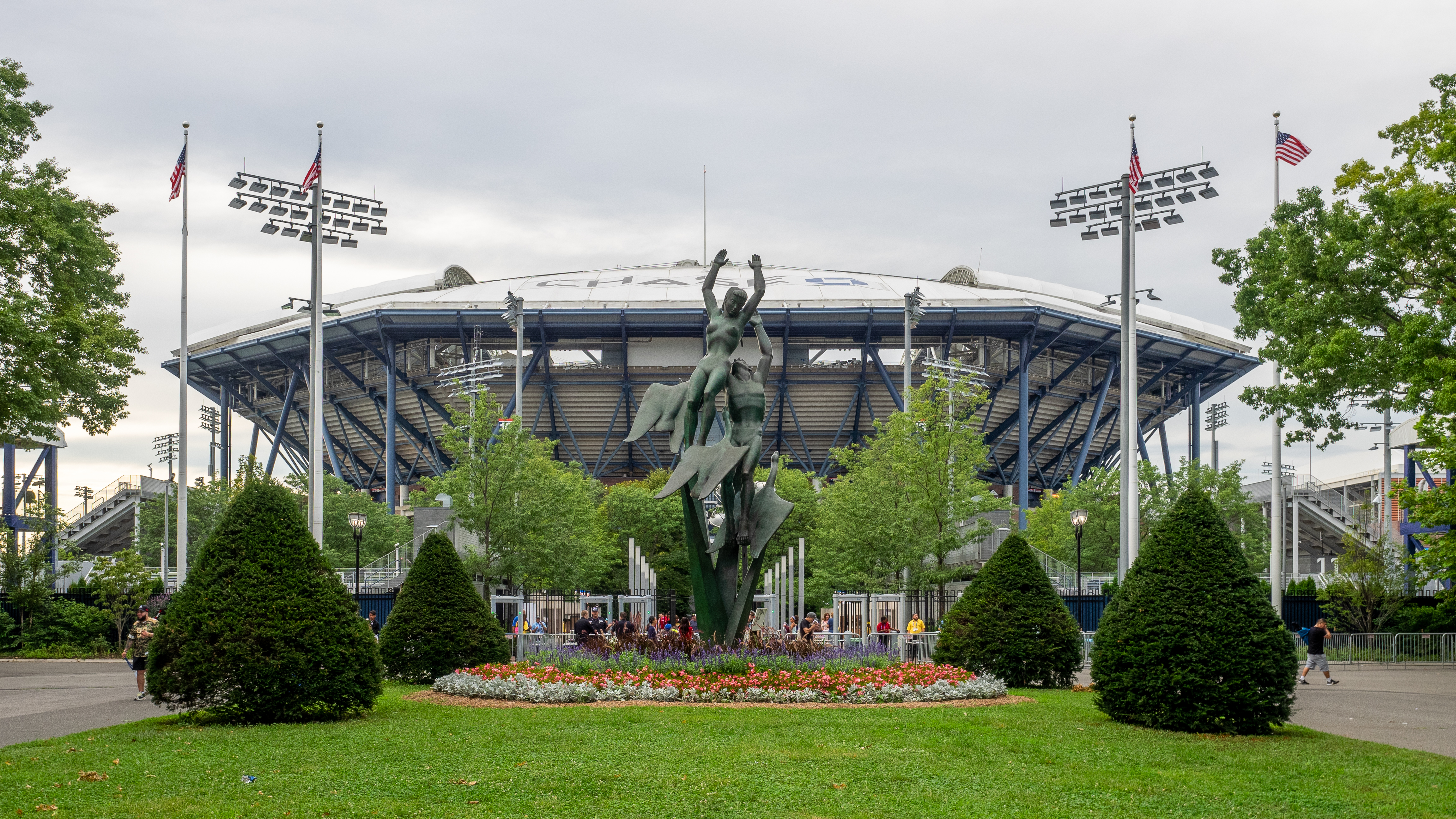

USTAビリー・ジーン・キング・ナショナル・テニス・センター（USTA Billie Jean King National Tennis Center）は全米オープンのメイン会場としてアメリカ合衆国ニューヨーク市クイーンズ区のフラッシング・メドウズ・パークにあるテニス施設。22のテニスコートやスタジアムとしては世界最大のテニス専用競技場であるアーサー・アッシュ・スタジアム（23,771名収容）とルイ・アームストロング・スタジアム、グランドスタンドがあり、総面積は46.5エーカーである。

## 歴史
1978年、USTAはそれまで開催されていたウェストサイド・テニスクラブから1964年に開催されたニューヨーク万博会場跡地にUSTAナショナル・テニス・センターとして設置された。
万博の際スタジアムとして使用されていたシンガーボウルを改造したルイ・アームストロング・スタジアムは1997年にグランドスタンドとともに分割。同年にアーサー・アッシュ・スタジアムが完成した。
2006年にアメリカの女子テニス界の名プレイヤーであるビリー・ジーン・キングの功績をたたえて現在の名称になった。
全米オープン以外にもニューヨーク州公立高校テニス選手権の会場としても使用されているほか、2008年にはWNBAの公式戦が行われた。
2020年3月31日、USTAは新型コロナウイルス感染拡大に伴い、屋内コートを改装し臨時病院として使用すると発表した。